# Amenokal
Chez les Touaregs, l'amenokal (pluriel Imenokalen) ou tamenokalt lorsque c'est une femme (pluriel timenokalin), est le chef d'une confédération touarègue, élu parmi les quelques parents de l'amenokal défunt. Il détient l'ettebel (tambour de guerre), symbole de son pouvoir. Ce terme peut se traduire par « empereur » en français. L'amenokal touareg le plus connu est sans conteste la reine Tin Hinan, qui fut une tamenokalt de renom.

## Hoggar
À la mort de Moussa ag Amastan en 1920, c'est Akhamouk qui devient amenokal des Kel Ahaggar. Son pouvoir se réduit alors à un rôle de « relais de l'administration coloniale ».